# Unterseeboot 858
L'Unterseeboot 858 (ou U-858) est un sous-marin allemand utilisé par la Kriegsmarine pendant la Seconde Guerre mondiale.

## Historique
Après sa formation à Stettin en Allemagne au sein de la 4. Unterseebootsflottille jusqu'au 30 avril 1944, l'U-858 est affecté à une formation de combat à la base sous-marine de Lorient, dans la 2. Unterseebootsflottille.
Devant l'avance des forces alliées en France et pour éviter la capture, il rejoint en octobre 1944 Flensbourg, dans la 33. Unterseebootsflottille.
L'U-858 n'a subi qu'une seule attaque de la part d'un avion allié, qui l'a endommagé le 19 septembre 1944 ; il a gagné sa base à Flensbourg le 4 octobre pour réparations.
Après la reddition de l'Allemagne nazie, l'U-858 se rend aux forces américaine au large de Delaware le 14 mai 1945. C'est le 1er navire de guerre allemand à se présenter aux Alliés après le 8 mai. Il est coulé à la fin de 1947 lors d'essais de torpilles au large de la Nouvelle-Angleterre.

## Affectations successives
- 4. Unterseebootsflottille du 30 septembre 1943 au 30 avril 1944
- 2. Unterseebootsflottille du 1er mai 1944 au 30 septembre 1944
- 33. Unterseebootsflottille du 1er octobre 1943 au 8 mai 1945

## Commandement
- Kapitänleutnant Thilo Bode du 30 septembre 1943 au 14 mai 1945

## Navires coulés
L'U-858 n'a coulé, ni endommagé aucun navire au cours des deux patrouilles qu'il effectua.

## Sources
- « U-858 », sur Uboat.net